# Thomas Dooley
Thomas Dennis Dooley (Bechhofen, 12 maggio 1961) è un allenatore di calcio ed ex calciatore statunitense, di ruolo difensore, direttore tecnico del Viettel.

## Caratteristiche tecniche
Giocava come libero e centrocampista difensivo.

## Carriera

### Club
Iniziò la carriera nel 1983 con l'FC Homburg, dopo aver trascorso il periodo giovanile nell'FK Pirmasens come attaccante. Con il club della Saarland salì fino alla Bundesliga, raggiunta nel 1986 dopo la vittoria in Zweite Bundesliga. Passato al Kaiserslautern nel 1988, vinse la Coppa di Germania 1989-1990 e il Fußball-Bundesliga 1990-1991, e in seguito alla partecipazione e Stati Uniti 1994 passò al Bayer Leverkusen e in seguito allo Schalke 04 vincendo quindi la Coppa UEFA 1996-1997 con la società della Ruhr. Al termine della stagione si trasferì dunque alla Major League Soccer con i Columbus Crew. Si conquistò l'MLS Best XI nel 1997 e nel 1998; nel 2000 venne ceduto ai MetroStars in cambio di Mike Duhaney. Si è ritirato nel 2001.

### Nazionale
Dopo aver acquisito la cittadinanza statunitense nel 1992, debuttò il 30 maggio dello stesso anno contro l'Irlanda e giocò tutti i novanta minuti di ogni partite della sua Nazionale nel campionato del mondo 1994. Dopo la fine della carriera internazionale di John Harkes diventò capitano della rappresentativa statunitense a Francia 1998, chiudendo poi la carriera con 81 presenze e 7 reti.

## Palmarès

### Club

#### Competizioni nazionali
- Campionato tedesco di seconda divisione: 1

Amburgo: 1985-1986
- Campionato tedesco: 1

Kaiserslautern: 1990-1991
- Coppa di Germania: 1

Kaiserslautern: 1989-1990
- Supercoppa di Germania: 1

Kaiserslautern: 1991

#### Competizioni internazionali
- Coppa UEFA: 1

Schalke 04: 1996-1997

### Individuale
- U.S. Soccer Athlete of the Year: 1

1993
- MLS Best XI: 2

1997, 1998